# Feliks Borodzik
Feliks Borodzik (ur. 3 marca 1925, zm. 14 sierpnia 2013) – polski inżynier lotnictwa, instruktor harcerski Związku Harcerstwa Polskiego oraz Związku Harcerstwa Rzeczypospolitej w stopniu harcmistrza, od 25 lutego 1995 do 15 października 1999 roku przewodniczący ZHR. W latach 1999–2004 wiceprzewodniczący ZHR.

## Życiorys
W 1943 roku był komendantem Roju „BS” środowiska Szarych Szeregów w Otwocku, ps. „Lis”, „Michał”. Na przełomie 1943 i 1944 z BS utworzył zastęp Grup Szturmowych. Jesienią 1944 roku, w stopniu kaprala podchorążego, był dowódcą plutonu 775a AK. Pod okupacją sowiecką działał w WiN. Hufcowy hufca ZHP w Sulejówku (1945–1947) i w Mielcu (1957–1959). W 1991 roku wstąpił do ZHR.
W 1958 roku jako pilot Aeroklubu Warszawskiego, pracował przy rozwoju samolotów Jak-12 i PZL-101 „Gawron”. Publikował książki i artykuły na temat konstrukcji lotniczych.
Od 22 maja 2005 roku, w związku z pełnieniem funkcji przewodniczącego ZHR, został członkiem Kapituły Krzyża Honorowego ZHR – odznaczenia przyznawanego za wybitne osiągnięcia na rzecz ZHR.
13 kwietnia 2008 roku został odznaczony przez Prezydenta Rzeczypospolitej Polskiej Krzyżem Komandorskim z Gwiazdą Orderu Odrodzenia Polski.
Brat Andrzeja, przewodniczącego Związku Harcerstwa Polskiego w latach 2005–2007.

## Książki
- „Wskazówki dla drużynowego”, Wyd. ZHR, Warszawa 2007, ISBN 83-87896-31-4
- „Wskazówki dla podharcmistrza”, Wyd. ZHR, Warszawa 2007, ISBN 83-87896-32-2
- „Wskazówki dla harcmistrza”, Wyd. ZHR, Warszawa 2007, ISBN 83-87896-33-0